# 毒親
毒親（どくおや、英: toxic parents）は、毒と比喩されるような悪影響を子供に及ぼす親に対して、1989年にスーザン・フォワード (Susan Forward) が作った言葉である。学術用語ではなく、スーザン・フォワードは「子どもの人生を支配し、子どもに害悪を及ぼす親」を指す言葉として用いた。毒親に関する議論は、親の「自己愛」問題が主な共通点であり、自己愛的な親について語られることが多い。児童虐待該当行為をしたり、子供の自立を妨げる親。

## 概要
「アダルトチルドレン」の概念を日本へ導入した精神科医の斎藤学によると、「毒親」という言葉は、アメリカ合衆国の医療関係のコンサルタント・グループセラピスト・インストラクターのスーザン・フォワード (Susan Forward) が1989年に出版した書籍『Toxic Parents, Overcoming Their Hurtful Legacy and Reclaiming Your Life』で、初めて使われた。この本は日本で『毒になる親 一生苦しむ子供』として1999年に翻訳・出版された。『毒になる親』では、毒親は「子どもの人生を支配し、子どもに害悪を及ぼす親」を指す言葉として使われた。精神科医の水島広子によると、モラルハラスメントを提唱したフランスの精神科医マリー＝フランス・イルゴイエンヌによって、この書籍と「毒親」という言葉は1989年に紹介された（なお、「虐待」という概念自体が比較的新しいもので、日本国内で虐待が実質的に社会問題となったのは2000年前後である）。
スーザン・フォワードの著作『毒になる親』によって、虐待する親=toxicな親（毒親）というイメージがつけられた。英語のtoxicは、ギリシャ語toxikon（矢につける毒）に由来し、「毒物に起因する」「中毒性の」「有毒な」「致命的な」といった意味が派生している。現在では虐待する親は「有毒な親」であり、「悪の存在」として見なされる傾向が強いが、千葉経済大学短期大学部の柏木恭典は、「そういうイメージもまた1989年のこの書によって－近年において－つくられたものである、と考えてよいだろう」と述べている。
毒親の別名として、父親の場合は毒父、毒パパ、母親の場合は毒母、毒ママ等と称されている。親だけでなく毒家族、毒家など、その人が問題と感じる家庭の対象に「毒」を付ける形でその派生語が作られている。なお、匿名掲示板 2ちゃんねるの独身男性板などで用いられる用語に「毒男」という用語があるが、毒親とは異なる概念であり、「独身の男性」や「女性をダメにする男性」を意味する。

## 分析
『毒になる親』冒頭でフォワードは、まず「この世に完全な親などというものは存在しない」とし、「時には大声を張り上げてしまうこともある」、「時には子供をコントロールし過ぎることもある」、「怒ってお尻を叩くこともあるかもしれない」という親も「普通」であるという見解を示している。続けて、こうした普通の親とは異なる親の存在として、「ところが世の中には、子供に対するネガティブな行動パターンが執拗に継続し、それが子どもの人生を支配するようになってしまう親がたくさんいる」と述べた。
斎藤学によると、スーザン・フォワードの著作は毒親をテーマにした本としてバランスの取れた良書だったが、アダルトチルドレン論は毒親糾弾ブームに収束しまったという。アメリカ合衆国の精神科医M・スコット・ペック『平気でうそをつく人たち』は、原著ではキリスト教福音派の立場から「邪悪な人間」について論じたものであるが、憑依や悪魔払いなど宗教色の濃い部分は邦訳されなかったため、日本では作者の宗教的な視点が理解されず、毒親論の有力な支えになっている。
斎藤学は、毒親論は「こんな自分で親に申しわけない」という強い自罰感情に捕らわれていた比較的若い人々の救いになっており、彼らは真面目で気が弱く、完璧主義・他者からの視線に敏感な傾向にあると述べている。その自罰感情は、他罰的な毒親論をそのままひっくり返した「非合理的なもの」である。自罰感情から毒親論への転換は、
「自分は今、情けない状態だ⇒（親に）申しわけない⇒死のう⇒死ねない⇒でも、よくよく考えてみれば、私は生まれたくて生まれてきたわけじゃない⇒親たちは私を勝手に生んだのだ⇒親たちのせいで、私は今こんな情けない状態に追い込まれている⇒親たちは私に賠償する義務がある⇒親たちは私をダメにする毒を持っている」
という過程で進むとしている。斎藤学によると、毒親論はひどく単純であるが故にパワフルな概念であり、善悪二分論的でわかりやすく、アダルトチルドレン論のような反精神療法的な「毒」がないため、「セラピスト」と呼ばれる臨床心理士が本を書きやすく、ブームとして盛り上がったと推察される。
斎藤学は、毒親として訴えのあるタイプとして、(1) 過干渉、統制型の親（最も訴えが多い）、(2) 無視親（ネグレクト）、(3) ケダモノのような親（激しい暴力や暴言・性的虐待など、心身の健康、時には生命にも関わるもの）、(4) 病気の親（周囲の適切な支援と保護が必要な社会的不適合並びに精神障害の親）の4タイプを挙げている。
水島広子は、「どんなに酷い親でも、子どものことを考えている」というそれまでの「常識」を根本から否定する概念として広まったとしている。斎藤学は、立場の弱い子どもや老人にとっては地獄にもなりうる核家族を無批判に称賛する「家族は天国」論へのカウンターになったと評している。水島は、「毒親とは縁を切るしか生存の道がない」と言われるような「真正」の毒親も存在するが、子どもが「うちの親は私よりも世間体が大事」「親は自らの癒やされていないトラウマを私にぶつけてきている」などと自分なりに推測をし親を毒親と考えている場合でも、実は親が発達障害で、一つのことに意識が向いてしまうと他が見えなくなっているという場合も臨床ではみられると述べている。また、毒親問題はデリケートであり、論じる場合、語り方によって、読み手の受け止め方によって、人を傷つけることにもなると難しさを語っている。
埼玉大学教育学部の宗澤忠雄によると、アメリカ合衆国の公認心理療法士キャリル・マクブライド (Karyl McBride) のセルフヘルプ本『毒になる母―自己愛マザーに苦しむ子供』を機に、自己愛の強い母親とそれに苦しむ子供の問題に関する書籍が日本国内外問わず多く出版されるようになった。2008年には信田さよ子『母が重くてたまらない―墓守娘の嘆き』、斎藤環『母は娘の人生を支配する』が出版され、ユリイカ12月号で「母と娘の物語 - 母／娘という呪い」という特集が組まれた。文芸では佐野洋子『シズコさん』（2008年）、伊藤比呂美『とげ抜き 新巣鴨地蔵縁起』（2007年）などの母娘ものが評判になり、新聞や雑誌で改めて母娘問題が注目を集めた（とはいえ、母と娘の関係は、少女漫画の24年組など、小説や漫画では以前から大きなテーマの一つだった）。宗澤は、「毒親」に関する多くの議論の共通点は母親の「自己愛」問題であり、「子育てという親子の相互作用において、子どもを愛でる「対象愛」よりも「自己愛」に偏重し、自分の必要や情緒的ニーズを満たすことを常に優先する関与によって、子どもを傷つけていく」と述べている。この毒親問題は、不登校などの子どもの問題の原因は母性に欠ける母親であるとし、母親の罪悪感を煽り害悪の大きかった疑似科学的言説「母原病」論とは異なるという。

## 事件
最悪のケースでは、父親が開成高校の息子を殺害した開成高校生殺人事件や、父親が受験生であった小6の息子を殺害した名古屋小6受験殺人事件のように、子供を殺害する親も存在する。また、殺害には至らないまでも児童性的虐待が裁判沙汰となり、社会運動につながる場合もある。例えば、2019年から行われているフラワーデモの契機になった4件の事件のうち2件は、父親による娘に対する性的暴行事件であった。
逆に毒親がその行為ゆえに子供に殺害される場合もあり、有名な事例に、実娘を長期間にわたって監禁・強姦していた父親が殺害された栃木実父殺し事件がある。本事件において国内初の違憲立法審査権が発動され、両親などを殺害する尊属殺の加重規定が違憲となった。

## 日本
ダ・ヴィンチニュースによると、問題のある親を扱った作品は「『毒親』もの」というジャンル名で呼ばれる。日本では2015年時点で毒親という言葉は一種のブームになっており、ひどい親によって被害を受け苦労した体験を語ったという本・漫画等が毒親本・毒親ものと呼ばれるジャンルを形成しているとの意見がある。2018年時点で、玉石混淆の翻訳本をベースに、親によって「被害児童として苦労した私」の体験を述べた数多くの書籍（自費出版を含む）が「毒親本」と呼ばれる一ジャンルを形成し、定着している。ただしブームに対する批判的意見もあり、斎藤学は「言葉が独り歩きしている」、「悪影響がある」等の批判をしている。
上野千鶴子は、2008年時点での毒親のブームについて、30代・40代（2008年時点）は、日本における晩婚化・非婚化・少子化という歴史的にこれまでになかった事態を経験しており、親と同じように生きる社会ではなくなっていることが、母娘の関係に現れているという。信田さよ子は、その世代の母親は、戦後の民主主義教育を受けて、妻・母になっても女が耐え忍ぶだけではない可能性を教わった世代であり、ロマンチック・ラブ・イデオロギーの中で結婚したが、教えられた理想や希望に反し、その生活は不満や恨みに満ちたものだったことが大きいと述べている。そのため上野は、この時代的な母娘問題は、2世代がかりの病理であるとしている。
毒母と類似する言葉として、ポータルサイト「モラルハラスメント被害者同盟」管理人の熊谷早智子は、「自分の娘を支配するために、精神的暴力を行使する母」としてモラ母（モラはは）という言葉を使用している。信田さよ子は、団塊世代の女性を中心とした、「母との名状しがたい関係に苦しみながら、それでも（母への）罪悪感に捕らわれている女性たち」を墓守娘（はかもりむすめ）と呼んだ。

### 「毒親」表現への批判
斎藤学によると、毒親論はその単純明快さもあり、アダルトチルドレン論をしのぐほどのブームになった。それに対して、斎藤学は、「毒親」ブームは、親を毒親とそれ以外に二元論で分けて糾弾し、過去と親にばかり注目し、一番大切な自分の現在と未来に目を向けない傾向などの問題があり、毒親本では「これからどうすればいいか」がおざなりにしか語られないと述べている。毒親論は、自分の問題を親子間だけの直接的な原因結果論に単純化し、「毒親の子どもだから自分はもうダメだ」と考える宿命論になってしまっていると批判している。アダルトチルドレンから派生した概念であり、分かりやすい言葉だが、それ故にアダルトチルドレンよりさらに独り歩きしがちであるという。
柏木恭典は、「緊急下の女性 (Frauen in  Not)」支援と虐待・毒親の概念の問題について次のように述べている。ドイツ語圏では、望まない妊娠によって自身の妊娠に苦しみ、そのことを誰にも言えず、人工妊娠中絶もできず、出産前後期に緊急で特殊な支援を要する女性のことを、「緊急下の女性」と呼んでいるとされる。柏木によると、社会の周辺に孤立無援で貧困などの絶望的な状態で存在する母親（ないしは妊婦）は妊娠中から問題を抱えており、出産後に追い詰められて赤ん坊を殺したり心中する事例が後を絶たない。例として、虐待死の多くが生後間もない頃に起こっており、全体の約60%が3歳未満、その4分の3が実母によるものである。毒親という俗的概念に表されるような一連の（新しい）虐待論及び親批判は、親について語ることのできる年齢の子どもの問題が主に扱われており、緊急下の女性と児童遺棄・嬰児殺しの問題も共に「虐待」として扱われることが多い。しかしこの2つの問題は、かなり異なる様相を持つ。柏木恭典は、こうした社会的・経済的問題でもあり、（子殺し等）児童の救済・保護に関する人類史的な問題でもあるものを、その女性だけの問題として切り詰め、支援の最初の段階で彼女たちを「虐待」「毒親」「犯罪の加害者」「悪者」という視点でとらえてしまうと、支援される側がその無意識の先入観を察知して接触を拒否するようになり、「届く支援」にはならないと指摘している。

## 関連文献
- 信田さよ子『母が重くてたまらない―墓守娘の嘆き』春秋社、2008年。
- 上野千鶴子・信田さよ子 対談「スライム母と墓守娘 道なき道ゆく女たち」『ユリイカ』、青土社、2008年4月、74-88頁。
- 熊谷早智子『母を棄ててもいいですか? 支配する母親、縛られる娘』2011年、講談社